# Kickxia petrana
Kickxia petrana är en grobladsväxtart som beskrevs av A. Danin. Kickxia petrana ingår i släktet spjutsporrar, och familjen grobladsväxter. Inga underarter finns listade i Catalogue of Life.